# Fahrenheit (groupe chilien)
Pour les articles homonymes, voir Fahrenheit (homonymie).
Fahrenheit, stylisé ºFahrenheit, est un groupe de hard rock chilien, originaire de Santiago. Il est principalement influencé par des groupes des années 1970 et 1980 comme Aerosmith, Mötley Crüe et Skid Row.

## Biographie
ºFahrenheit est formé en 2001 à l'initiative du guitariste Carlos Otto et du bassiste Juan Pablo Lewin, tous deux inspirés par les groupes de glam rock comme Guns n' Roses, Mötley Crüe et Journey. Lentement, le groupe fait son chemin de la difficile scène underground de Santiago, à cette période en vogue avec la période « aggro metal ». En 2004, ils enregistrent leur premier album, Chain Reaction qui attire l'attention du label américain Perris Records, qui distribuera l'album aux États-Unis, au Japon, et en Europe.
Même si l'album est bien accueilli par la presse et les fans du genre, le groupe souhaitait évoluer aussi bien son style musical que dans son concept, qui était à l'époque considéré comme du « glam-rock revival ». Pour l'enregistrement de leur deuxième album, ils recrutent le producteur David Prater mieux connu pour es travaux avec Dream Theater (Images and Words et A Change of Seasons), FireHouse (Firehouse et Hold Your Fire) et deux singles à succès extraits du film Dirty Dancing, Hungry Eyes et Time of my Life.
Contre toute attente, malgré la marginalité de la scène rock chilienne, le groupe réussit à recruter Prater pour le deuxième album, Nuevos tiempos,.
À la fin 2006, le label chilien Oveja Negra signe le groupe, et le nom ºFahrenheit commence à apparaitre dans les médias, avec un premier single, Vuelvo a vivir, qui sera diffusé sur les chaines de radio et MTV.
En janvier 2007, le groupe est invité à participer au plus grand festival chilien, La Cumbre del rock.
En 2008, et après multiple changements de formation, le groupe publie un quatrième et dernier single, Euforia, concluant le chapitre Nuevos tiempos avant de commencer l'enregistrement d'un troisième album, annoncé pour la fin 2009. En 2008 toujours, le groupe résidera au Mexique. La couverture est réalisée par Claudio Bergamin.

## Influences
Le groupe s'inspire principalement de groupes et artistes comme AC/DC, Mötley Crüe, Skid Row, Guns N' Roses, Van Halen, Dream Theater, Iron Maiden, Metallica, Aerosmith, Europe, Journey, Queen, Def Leppard, et Bon Jovi.

## Discographie
- 2004 : Chain Reaction (2004)[1].
- 2007 : Nuevos tiempos
- 2009 : Caída libre
- 2013 : 3rd World Party

### Singles
- 2004 : King of the Night
- 2006 : Vuelvo a vivir
- 2007 : Inimaginable
- 2007 : Nuevos tiempos
- 2008 : Euforia
- 2010 : Sentir
- 2010 : Tren a mil
- 2012 : Voodoo negra
- 2013 : Malavita